# Robert Schartel
Robert Schartel (* 1962 in Wien) ist ein österreichischer Schauspieler und Theaterregisseur.
Robert Schartel absolvierte seine Schauspielausbildung in seiner Heimatstadt Wien, wo er auch seine ersten Theaterengagements hatte. In der Saison 1985/86 gastierte er am Theater Drachengasse. In der Saison 1987/88 trat er am Stadttheater Wiener Neustadt auf.
Es folgten Engagements am Landestheater Schwaben in Memmingen, am Eduard-von-Winterstein-Theater in Annaberg-Buchholz, am Theater Osnabrück (dort in der Saison 2001/02 als Diener Du Bois in Der Menschenfeind), am Westfälischen Landestheater und am Stadttheater Bremerhaven. Zu seinen Bühnenrollen gehörten u. a. Mephisto in Faust, Gregers Werle in Die Wildente und Kjell Bjarne in Elling.
Schartel ist seit der Spielzeit 2008/09 als ständiger Gast am Theater Hagen engagiert, wo er in zahlreichen Musicals und musikalischen Produktionen mitwirkte, u. a. in Jekyll & Hyde, Die Blues Brothers, Piaf und The Rocky Horror Show.
2012 realisierte er als Co-Regisseur und Schauspielcoach in Kooperation mit den fünf Hagener Berufskollegs das Musicalprojekt BEATS!, in dem er auch den charismatischen Alt-Rocker Gillan, den Leiter des Jugendzentrums, spielte. In einer Neuinszenierung von Brecht/Weills Die Dreigroschenoper übernahm er am Theater Hagen in der Spielzeit 2012/13 die Rollen Filch, Smith und Hochwürden Kimball.
Regelmäßig wirkte Schartel auch in den alljährlichen Weihnachtsmärchen des Theaters Hagen mit.
In der Spielzeit 2008/09 verkörperte er den geizigen König in Rumpelstilzchen. In der Spielzeit 2009/10 trat er als König Ludwig in Der gestiefelte Kater auf. In der Spielzeit 2011/12 war er der Wolf in Rotkäppchen. In der Spielzeit 2012/13 war er „der von Zwängen geplagte König“ Gottfried von Großbuchenhain im Froschkönig. In der Saison 2014/15 wirkte er in der Weihnachtsproduktion Der Lebkuchenmann mit. In der Saison 2015/16 spielte er im Weihnachtsmärchen Hänsel und Gretel, an der Seite von Kristina Günther-Vieweg als Hexe, den Waldvogel.
Schartel stand auch für einige Film- und Fernsehproduktionen in Österreich und Deutschland vor der Kamera. Er hatte Episodenrollen in verschiedenen Fernsehserien (Alarm für Cobra 11 – Die Autobahnpolizei, Die Anrheiner). In der ARD-Vorabendserie Lindenstraße spielte er 2000 einen Polizisten.

## Filmografie
- 1988: Eis
- 1999: Alarm für Cobra 11 – Die Autobahnpolizei (1 Folge)
- 2000: Lindenstraße (1 Folge)
- 2004: Verschollen

## Interlinks
- Robert Schartel bei IMDb
- Filmportal
- Vollfilm